# Taekwondo op de Olympische Zomerspelen 2020

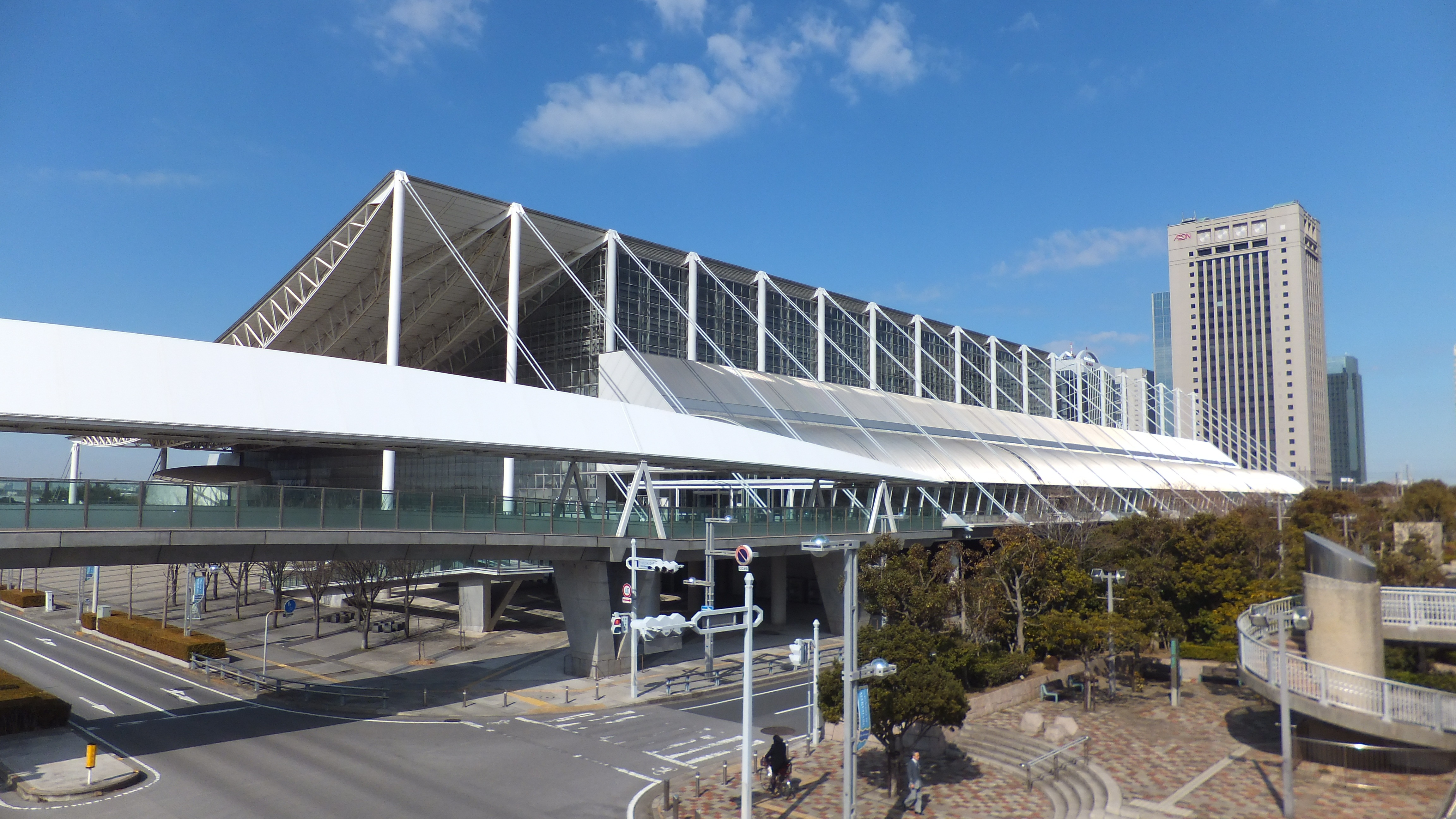
de Makuhari Messe (2012)

Taekwondo was een van de olympische sporten die beoefend werd tijdens de Olympische Zomerspelen 2020 in Tokio. De wedstrijden vonden plaats in de Makuhari Messe in Chiba, zo'n 35 kilometer ten zuidoosten van Tokio gelegen.
Het deelnemersveld bestond uit 128 atleten, zowel bij de mannen als vrouwen 64, die in acht gewichtsklassen uitkwamen.

## Kwalificatie
Per gewichtsklasse, vier bij de mannen en vier bij de vrouwen, waren zestien plaatsen beschikbaar. Een Nationaal Olympisch Comité (NOC) mocht maximaal acht atleten afvaardigen en maximaal een atleet per onderdeel. Een quotaplaats werd via de kwalificatie toegekend aan een NOC en niet aan een atleet. Gastland Japan was verzekerd van deelname aan vier van de acht evenementen. Vier plaatsen – twee per geslacht en verspreid over de acht onderdelen – werden vergeven door de olympische tripartitecommissie. De overige 120 plaatsen werden via kwalificatie ingevuld, waarvan het proces voor alle onderdelen gelijk was.
Per onderdeel kwalificeerden vijf atleten zich via de olympische ranglijst van 7 december 2019. De acht winnaars van Grand Slam Series in december 2019 plaatsten zich eveneens voor de Spelen indien ze zich nog niet gekwalificeerd hadden; anders kwam de quotaplaats toe aan het NOC van de hoogst geklasseerde taekwondoka op de olympische ranglijst die zich nog niet gekwalificeerd had. Tot slot werden er in totaal 72 quotaplaatsen vergeven middels continentale kwalificatietoernooien. Enkel NOC's waarvan minder dan twee atleten per geslacht zich hadden gekwalificeerd via de olympische ranglijst mochten deelnemen aan de continentale toernooien. Voor Afrika (22, 23 februari 2020), Amerika (11, 12 maart 2020), Azië (14-25 mei 2021) en Europa ((7-9 mei 2021) waren elk zestien quotaplaatsen te verdienen – twee per evenement – en voor Oceanië (29 februari 2020) acht plaatsen – een per evenement.

## Competitieschema
| F | Finale |

| Datum →     | 24     | 25     | 26     | 27     |
| Onderdeel ↓ | 24     | 25     | 26     | 27     |
| Mannen      | Mannen | Mannen | Mannen | Mannen |
| ----------- | ------ | ------ | ------ | ------ |
| –58 kg      | F      |        |        |        |
| –68 kg      |        | F      |        |        |
| –80 kg      |        |        | F      |        |
| +80 kg      |        |        |        | F      |
| Vrouwen     |        |        |        |        |
| –49 kg      | F      |        |        |        |
| –57 kg      |        | F      |        |        |
| –67 kg      |        |        | F      |        |
| +67 kg      |        |        |        | F      |

## Medailles
| Onderdeel           | Goud | Goud                   | Zilver | Zilver                  | Brons   | Brons                             |
| ------------------- | ---- | ---------------------- | ------ | ----------------------- | ------- | --------------------------------- |
| Vlieg (-58 kg) (m)  | ITA  | Vito Dell'Aquila       | TUN    | Mohamed Khalil Jendoubi | ROC KOR | Mikhail Artamonov Jang Jun        |
| Licht (-68 kg) (m)  | UZB  | Ulugbek Rashitov       | GBR    | Bradly Sinden           | TUR CHN | Hakan Reçber Zhao Shuai           |
| Midden (-80 kg) (m) | ROC  | Maksim Chramtsov       | JOR    | Saleh Elsharabaty       | EGY CRO | Seif Eissa Toni Kanaet            |
| Zwaar (+80 kg) (m)  | ROC  | Vladislav Larin        | MKD    | Dejan Georgievski       | CUB KOR | Rafael Alba In Kyo-don            |
|                     |      |                        |        |                         |         |                                   |
| Vlieg (-49 kg) (v)  | THA  | Panipak Wongpattanakit | ESP    | Adriana Cerezo          | ISR SRB | Abishag Semberg Tijana Bogdanović |
| Licht (-57 kg) (v)  | USA  | Anastasija Zolotic     | ROC    | Tatjana Minina          | TUR TPE | Hatice Kübra İlgün Lo Chia-ling   |
| Midden (-67 kg) (v) | CRO  | Matea Jelić            | GBR    | Lauren Williams         | CIV EGY | Ruth Gbagbi Hedaya Malak          |
| Zwaar (+67 kg) (v)  | SRB  | Milica Mandić          | KOR    | Lee Da-bin              | FRA GBR | Althea Laurin Bianca Walkden      |

### Medaillespiegel
| Plaats | Land             | NOC    | Goud | Zilver | Brons | Totaal |
| ------ | ---------------- | ------ | ---- | ------ | ----- | ------ |
| 1      | Russische ploeg  | ROC    | 2    | 1      | 1     | 4      |
| 2      | Kroatië          | CRO    | 1    | 0      | 1     | 2      |
| 2      | Servië           | SRB    | 1    | 0      | 1     | 2      |
| 4      | Italië           | ITA    | 1    | 0      | 0     | 1      |
| 4      | Oezbekistan      | UZB    | 1    | 0      | 0     | 1      |
| 4      | Thailand         | THA    | 1    | 0      | 0     | 1      |
| 4      | Verenigde Staten | USA    | 1    | 0      | 0     | 1      |
| 8      | Groot-Brittannië | GBR    | 0    | 2      | 1     | 3      |
| 9      | Zuid-Korea       | KOR    | 0    | 1      | 2     | 3      |
| 10     | Jordanië         | JOR    | 0    | 1      | 0     | 1      |
| 10     | Noord-Macedonië  | MKD    | 0    | 1      | 0     | 1      |
| 10     | Spanje           | ESP    | 0    | 1      | 0     | 1      |
| 10     | Tunesië          | TUN    | 0    | 1      | 0     | 1      |
| 14     | Egypte           | EGY    | 0    | 0      | 2     | 2      |
| 14     | Turkije          | TUR    | 0    | 0      | 2     | 2      |
| 16     | China            | CHN    | 0    | 0      | 1     | 1      |
| 16     | Chinees Taipei   | TPE    | 0    | 0      | 1     | 1      |
| 16     | Cuba             | CUB    | 0    | 0      | 1     | 1      |
| 16     | Frankrijk        | FRA    | 0    | 0      | 1     | 1      |
| 16     | Israël           | ISR    | 0    | 0      | 1     | 1      |
| 16     | Ivoorkust        | CIV    | 0    | 0      | 1     | 1      |
| Totaal | Totaal           | Totaal | 8    | 8      | 16    | 32     |

Seoel 1988 (demonstratie) · 
Barcelona 1992 (demonstratie) · 
Sydney 2000 · 
Athene 2004 · 
Peking 2008 · 
Londen 2012 · 
Rio de Janeiro 2016 · 
Tokio 2020  · 
Parijs 2024  · 
Los Angeles 2028 
Medaillewinnaars
Atletiek · Badminton · Basketbal · Boksen · Boogschieten · Gewichtheffen · Golf · Gymnastiek · Handbal · Hockey · Honkbal · Judo · Kanovaren · Karate · Klimsport · Moderne vijfkamp · Paardensport · Roeien · Rugby · Schermen · Schietsport · Schoonspringen · Skateboarden · Softbal · Surfen · Synchroonzwemmen · Taekwondo · Tafeltennis · Tennis · Triatlon · Voetbal · Volleybal · Waterpolo · Wielersport · Worstelen · Zeilen · Zwemmen